# Роннебург (Гессен)
Роннебург (нем. Ronneburg) — община в Германии, в земле Гессен. Подчиняется административному округу Дармштадт. Входит в состав района Майн-Кинциг. Население составляет 3229 человек (на 31 декабря 2010 года). Занимает площадь 14,25 км².

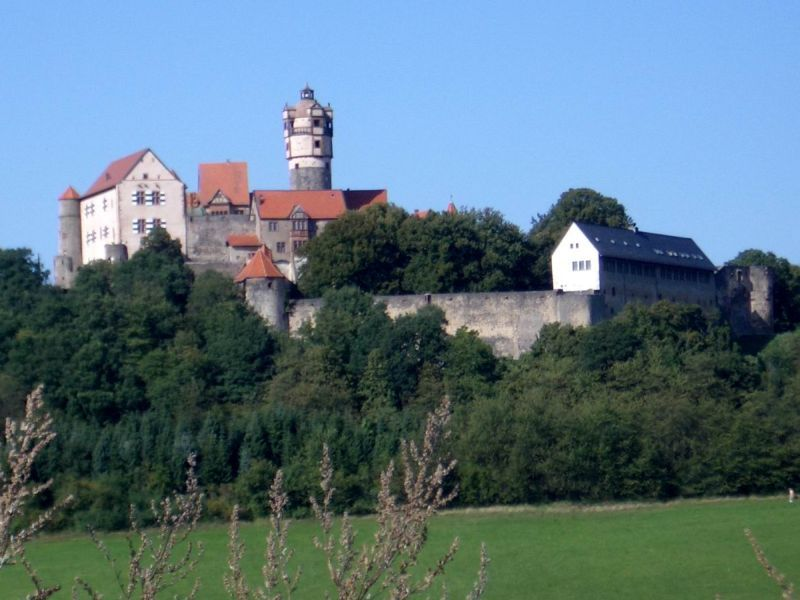
Роннебург

## Достопримечательности
- Замок Роннебург